# Skydebane
En skydebane er et sted hvor skytter øver sig i at bruge skarpe skud. Skydebaner er obligatoriske for militær og politi. Skydebaner kan også anvendes af jægere og/eller sportskytter.